# 애드리안 샘슨
애드리안 데이비드 샘슨(Adrian David Sampson, 1991년 10월 7일 ~ )은 미국의 야구 선수이자, 전 메이저 리그 시카고 컵스의 투수이다.

## 미국 프로야구 시절
2016년에 시애틀 매리너스에 입단하였다.

## 한국 프로야구 시절

### 롯데 자이언츠시절
2020년에 브록 다익손을 대체할 외국인 투수로 영입되었다. 시즌 후 방출됐다.

## 미국 프로야구 복귀
2021년에 시카고 컵스와 마이너 계약을 하였다.